# Asestra psalmoidaria
Asestra psalmoidaria är en fjärilsart som beskrevs av William Schaus 1927. Asestra psalmoidaria ingår i släktet Asestra och familjen mätare. Inga underarter finns listade i Catalogue of Life.